# Adultismo
El adultismo es un prejuicio o sesgo en contra de los niños o jóvenes. Se ha definido como el poder que los adultos tienen sobre los niños o el abuso del mismo, así como el prejuicio y la discriminación sistemática asociada a las personas jóvenes, también se ha descrito como un sesgo hacia los adultos y la adicción social a ellos, incluyendo sus ideas, actividades y actitudes. Puede considerarse un subtipo de edadismo, es decir, prejuicio y discriminación basados en la edad en general.
Este fenómeno se dice que afecta a familias, escuelas, sistemas judiciales y la economía, entre otras esferas de la sociedad. Sus impactos se consideran mayormente negativos, salvo en casos relacionados con la protección infantil y el predominante contrato social. El estudio del adultismo ha ganado relevancia recientemente en campos como la educación, la psicología, el compromiso cívico, la educación superior y más, con aportes desde Europa, América del Norte y América del Sur.

## Definiciones y terminología

### Origen
Según un escritor, el término «adultismo» se ha empleado de diversas formas al menos desde la década de 1840, cuando se utilizaba para describir los rasgos de un animal que maduraba más rápido de lo esperado. Más conocido en el uso actual, el término fue utilizado por Patterson Du Bois en 1903, con un significado ampliamente similar al que Jack Flasher empleó en un artículo de revista setenta y cinco años después.
En Francia, durante la década de 1930, el término se usó para un tema completamente diferente, describiendo una condición en la que un niño poseía un «físico y espíritu» propios de un adulto:

Un niño de 12 años y una niña de 13 que tenían el espíritu y la personalidad de adultos, fueron internados debido a robos y prostitución. Estas formas de precocidad conducen al individuo a dificultades y deben reconocerse tempranamente en su desarrollo.

Ese uso de la palabra en Francia en los años 30 fue superado por un artículo de una revista estadounidense de finales de los 70, en el que se proponía que el adultismo es el abuso del poder que los adultos ejercen sobre los niños. El autor identificó ejemplos no solo en padres, sino también en maestros, psicoterapeutas, clérigos, policías, jueces y jurados.

### Uso
John Bell en 1995 definió el adultismo como «comportamientos y actitudes basados en la creencia de que los adultos son mejores que los jóvenes y tienen derecho a actuar sobre ellos sin su consentimiento». En 2016, Adam Fletcher, lo describió como una adicción a las actitudes, ideas, creencias y acciones de los adultos. El adultismo se emplea comúnmente para describir cualquier forma de discriminación contra los jóvenes y a veces se distingue del edadismo, que es simplemente un prejuicio basado en la edad, aunque suele referirse específicamente al prejuicio contra las personas mayores, no contra la juventud. Se ha sugerido que el adultismo, asociado con una visión del yo que rechaza y excluye la subjetividad infantil, siempre ha estado presente en la cultura occidental.
Fletcher propone que el adultismo tiene tres expresiones principales en la sociedad:
- Adultismo actitudinal: Sentimientos, suposiciones y creencias personales que forman las actitudes de una persona hacia los jóvenes. También se le llama «adultismo internalizado».
- Adultismo cultural: Actitudes compartidas, incluidas creencias y costumbres que promueven la suposición de que los adultos son superiores a quienes no se identifican como tales, simplemente por su edad. También se conoce como «adultismo social».
- Adultismo estructural: La normalización y legitimación de dinámicas históricas, culturales, institucionales e interpersonales que rutinariamente benefician a los adultos mientras generan resultados adversos acumulativos y crónicos para los jóvenes. También se denomina «adultismo institucional».

Un estudio del Crisis Prevention Institute sobre la prevalencia del adultismo encontró un número creciente de organizaciones locales que atienden a jóvenes abordando este problema. Por ejemplo, un proyecto local llamado Youth Together en Oakland (California), describe en su sitio web el impacto del adultismo, que obstaculiza el desarrollo de los jóvenes, en particular su autoestima y valor propio, su capacidad para formar relaciones positivas con adultos afectuosos o incluso para ver a los adultos como aliados.
Se ha utilizado el término adultismo para describir la opresión de niños y jóvenes por parte de los adultos, vista como una dimensión de poder en sus vidas comparable al racismo y el sexismo. En este sentido, es una generalización del paternalismo, refiriéndose a la fuerza de todos los adultos, no solo de los hombres y puede manifestarse en la infantilización de niños y jóvenes. La pedofobia (miedo a los niños) y la efebifobia (miedo a la juventud) se han propuesto como antecedentes del adultismo.

### Términos similares
Términos como privilegio adulto, adultarquía y adultocentrismo han sido propuestos para describir aspectos o variantes específicas del adultismo.
La National Youth Rights Association describe la discriminación contra los jóvenes como edadismo, entendiendo este término como cualquier forma de discriminación basada en la edad. Los defensores de este uso creen que alinea la lucha de los jóvenes con la de los mayores que enfrentan su propia discriminación por edad, sin embargo, una organización nacional llamada Youth On Board argumenta, basándose en un significado diferente de «edadismo», que referirse al comportamiento adultista como edadismo es en sí mismo una discriminación contra los jóvenes.

## Causas
En su importante artículo de 1978, Flasher sostiene que el adultismo nace de la creencia de que los niños son inferiores y puede manifestarse como un exceso de cuidado, posesividad o restricciones excesivas, todos orientados consciente o inconscientemente hacia un control desmedido de los niños. El adultismo se ha relacionado con la proyección psicológica y el escisión, un proceso mediante el cual quien tiene el poder atribuye su material sexual y agresivo inconsciente y no resuelto al niño, abarcando tanto el lado oscuro como el luminoso, de ahí la división entre el niño divino y el niño deficiente.
Los teólogos Heather Eaton y Matthew Fox propusieron que el adultismo deriva de los adultos que reprimen al niño interior. John Holt afirmó, «entender el adultismo podría empezar a explicar lo que quiero decir cuando afirmo que gran parte de lo que se conoce como arte infantil es una invención de los adultos». Esta perspectiva parece respaldada por Maya Angelou, quien comentó:

Todos somos creativos, pero a los tres o cuatro años alguien nos ha arrancado esa creatividad. Algunos silencian a los niños que comienzan a contar historias. Los niños bailan en sus cunas, pero alguien insistirá en que se queden quietos. Para cuando las personas creativas tienen diez o doce años, quieren ser como todos los demás.

## Evidencia del adultismo
Una encuesta realizada entre 2006 y 2007 por la Children's Rights Alliance for England y la National Children's Bureau preguntó a 4 060 niños y jóvenes británicos si alguna vez habían sido tratados injustamente por diversos criterios como la raza, edad, sexo, orientación sexual, entre otros. Un total del 43% de los jóvenes británicos encuestados declararon haber sufrido discriminación por su edad, una cifra sustancialmente superior a la de otras categorías de discriminación como el sexo con un 27%, la raza con un 11% o la orientación sexual con 6%.

## Clasificación
Además de Fletcher, otros expertos han identificado múltiples formas de adultismo, ofreciendo una tipología que incluye las categorías mencionadas de adultismo internalizado, adultismo institucional, adultismo cultural, entre otras formas.

### Adultismo internalizado
En una publicación de la W. K. Kellogg Foundation, el profesor de la Universidad de Míchigan, Barry Checkoway, sostiene que el adultismo internalizado lleva a los jóvenes a cuestionar su propia legitimidad, dudar de su capacidad para marcar una diferencia y perpetuar una «cultura del silencio» entre ellos.
«El adultismo nos convence cuando somos niños de que los niños no cuentan realmente», señala un estudio investigativo y se vuelve extremadamente importante para nosotros, los niños, obtener la aprobación de los adultos y estar «en buenos términos» con ellos, incluso si eso significa traicionar a nuestros compañeros niños. Este aspecto del adultismo internalizado lleva a fenómenos como delatar a nuestros hermanos o ser el «favorito del profesor», por mencionar solo dos ejemplos.
Otros ejemplos incluyen diversas formas de violencia impuestas a niños y jóvenes por adultos que reviven la violencia que enfrentaron en su juventud, como el castigo corporal, el abuso sexual, el abuso verbal e incidentes comunitarios como políticas de tiendas que prohíben la entrada de jóvenes sin adultos o policías, maestros o padres que persiguen a los jóvenes de ciertas áreas sin justa causa.

### Adultismo institucional
El adultismo institucional puede manifestarse en cualquier caso de sesgo sistémico, donde se imponen limitaciones o exigencias formalizadas a las personas simplemente por su edad joven. Políticas, leyes, reglas, estructuras organizativas y procedimientos sistemáticos actúan como mecanismos para perpetuar y arraigar el adultismo en la sociedad, estas limitaciones suelen reforzarse mediante fuerza física, coerción o acciones policiales y a menudo se perciben como una doble moral. Este trato se ve cada vez más como una forma de gerontocracia.
Las instituciones que perpetúan el adultismo pueden incluir los sectores fiduciario, legal, educativo, comunal, religioso y gubernamental de una comunidad. La literatura de ciencias sociales ha identificado el adultismo como el contexto de la desigualdad social y la opresión de los niños, donde se les niegan derechos humanos y son desproporcionadamente víctimas de maltrato y explotación.
El adultismo institucional puede estar presente en:
- Adopción de nuevos padres.
- Acceso a la salud.[33]
- Edad de candidatura.
- Edad de consentimiento.
- Mayoría de edad.
- Segregación por edad.
- Anticoncepción.
- Cohabitación con familiares o amigos cercanos.
- Educación obligatoria.
- Conscripción.
- Toque de queda.[34]
- Criminalización.
- Edad mínima para consumir alcohol.
- Emancipación de menores en cada estado o país.
- Libertad de religión.
- Sobremedicación de niños.[35]
- Niños soldados.
- Policía.
- Elección de escuela pública.
- Empleo voluntario cuando es legal o aprobado por padres o el estado.
- Edad para votar.

Así como cuestiones jurídicas que afectan a la adolescencia y a las instituciones totales.

### Adultismo cultural
El adultismo cultural es una forma mucho más ambigua, pero también más prevalente de discriminación o intolerancia hacia los jóvenes. Cualquier restricción o explotación de personas debido a su juventud, en lugar de su capacidad, comprensión o competencia, puede considerarse adultista. Estas restricciones suelen atribuirse a eufemismos otorgados a los adultos únicamente por su edad, como «mejor juicio» o «la sabiduría de la edad». Un editor de una revista para padres comenta que, «La mayor parte del tiempo, las personas hablan diferente a los niños que a los adultos y a menudo también actúan diferente».

## Resultados

### Estratificación social
La discriminación por edad se reconoce cada vez más como una forma de intolerancia en contextos sociales y culturales alrededor del mundo. Un número creciente de instituciones sociales está reconociendo las posiciones de niños y adolescentes como un grupo minoritario oprimido. Muchos jóvenes se están movilizando contra los mitos adultistas difundidos por los medios masivos desde los años 70 hasta los 90.
La investigación recopilada a partir de dos fuentes, un estudio nacional de la Universidad de Cornell y un estudio sobre la juventud de la Universidad de Harvard, ha demostrado que la estratificación social entre grupos de edad provoca estereotipos y generalizaciones, por ejemplo, el mito perpetuado por los medios de que todos los adolescentes son inmaduros, violentos y rebeldes. Los opositores al adultismo argumentan que esto ha llevado a un número creciente de jóvenes, académicos, investigadores y otros adultos a unirse contra el adultismo y el edadismo, organizando programas educativos, protestando contra declaraciones y creando organizaciones dedicadas a visibilizar y abordar este concepto.
Al mismo tiempo, las investigaciones muestran que los jóvenes que luchan contra el adultismo dentro de organizaciones comunitarias tienen un alto impacto en dichas entidades, así como en sus pares, los adultos que trabajan con ellos y la comunidad más amplia a la que pertenece la organización.

### Respuestas culturales
El adultismo puede tener muchos efectos negativos, incluyendo la y una creciente brecha generacional. Una respuesta social reactiva al adultismo se manifiesta en el movimiento por los derechos de los niños, liderado por jóvenes que se oponen a ser explotados por su trabajo. Numerosos medios populares, como la música y las películas, se emplean para combatir el adultismo. Además, muchos esfuerzos de cambio social liderados por jóvenes han respondido inherentemente al adultismo, particularmente los asociados con el activismo juvenil y el activismo estudiantil, cada uno de los cuales ha lidiado a su manera con los efectos del adultismo institucional y cultural.

### Desarrollos académicos
Un número creciente de instituciones gubernamentales, académicas y educativas en todo el mundo han creado políticas, realizado estudios y publicado obras que responden a las implicaciones del adultismo. Gran parte del trabajo de la reconocida investigadora Margaret Mead puede considerarse una respuesta al adultismo. Investigadores actuales que analizan los efectos del adultismo incluyen al sociólogo Mike Males y al teórico crítico Henry Giroux. El tema también ha sido abordado recientemente en la literatura de la psicología de la liberación.

## Abordando el adultismo
Cualquier exhibición, ya sea inanimada o animada de adultismo se considera «adultista». Esto puede incluir comportamientos, políticas, prácticas, instituciones o individuos. Es legal en la mayoría de los países hacia personas menores de 18 años.
El educador John Holt propuso que enseñar a los adultos sobre el adultismo es un paso vital para abordar sus efectos, al menos una organización y un plan de estudios hacen precisamente eso. Varios educadores han creado currículums para enseñar a los jóvenes sobre el adultismo también. En la actualidad, entre las organizaciones que responden a los efectos negativos del adultismo se encuentran las Naciones Unidas, que han llevado a cabo numerosas investigaciones, además de reconocer la necesidad de contrarrestar el adultismo mediante políticas y programas. La Convention on the Rights of the Child dedica artículos específicos como el 5 y el 12 a la lucha contra el adultismo; la organización internacional Human Rights Watch ha hecho lo mismo.
La práctica común acepta la participación de la voz juvenil y la formación de asociaciones entre jóvenes y adultos como pasos esenciales para resistir el adultismo.
Algunas formas de cuestionar el adultismo son los programas dirigidos por jóvenes y la participación en organizaciones juveniles, de modo que son los niños quienes toman la iniciativa y actúan para señalar el sesgo hacia los adultos. Los programas liderados por jóvenes permiten que se escuchen y tengan en cuenta las voces de los mismos, lo que también puede ayudarles a manejar su sexualidad y a tomar control de su autonomía. Alejarse de un marco adultista implica abandonar la idea de que los niños no son capaces de manejar información sobre sexo y su propia sexualidad; aceptar que los niños están listos para aprender sobre sí mismos reducirá la cantidad de desinformación que reciben de sus pares y les permitirá obtener información precisa de personas educadas en el tema.

## Lecturas complementarias
- Tate, T. (2003). «Insist or enlist? Adultism versus climates of excellence». Reclaiming Children and Youth 12 (1): 40-46.